# ル・トロワ

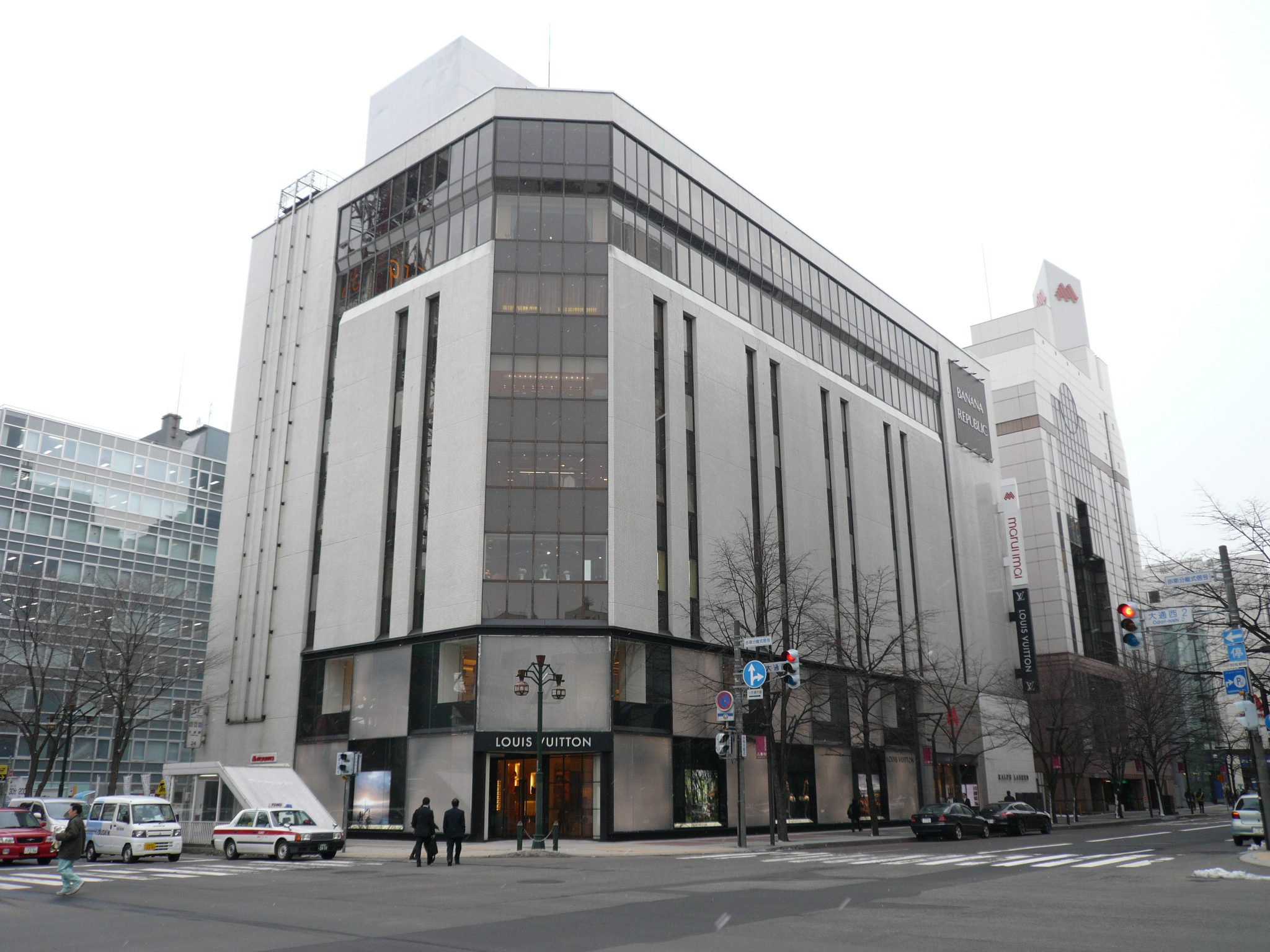
丸井今井札幌本店大通別館時代の外観（2012年4月）

ル・トロワ（Le trois）は、北海道札幌市中央区大通西1丁目13にある商業施設。
アインファーマシーズが運営。
札幌テレビ放送の関連会社「エス・テー・ビー興発株式会社」所有のビル（エス・テー・ビー興発 中央ビル）である。旧丸井今井大通別館（札幌丸井三越が運営）、旧札幌マルサ（丸井マルサが運営）。

## 概要
「丸井今井札幌本店大通別館」跡の建物全体を「エス・テー・ビー興発株式会社」から賃借して約20億円かけて改装し、2015年（平成27年）9月12日に開業した商業施設である。
親子三世代の女性をターゲットにしたコンセプトとされており、店名はフランス語での3（trois）を表している。
開業時点には、アインファーマシーズが運営するドラッグストアの「アインズ&トルペ ル・トロワ店」（約1,500m2）が地下2階から地上2階に入居して核店舗となり、雑貨や美容関連の物販店の他に飲食店など合計37店が出店した。
開業時のテナント構成は、近隣に百貨店などの商業施設との競合を避けて衣料品店が出店せずに物販は装飾品・雑貨を中心とし、
飲食店街やマッサージ店やネイルサロン、料理教室などのサービス関連を集め、
美と健康に関心の高い女性客の集客を目指した。

## 沿革
- 地上8階、地下2階建てのビル「エス・テー・ビー興発 中央ビル」が竣工。
- 1974年（昭和49年）10月1日 - 丸井今井の関連会社「丸井マルサ」がファッションビル「札幌マルサ」を開業[9]。
- 2005年（平成17年）8月8日 - 丸井マルサより丸井今井へ「札幌マルサ」の営業を譲渡[13]。
- 2006年（平成18年）1月27日 - 丸井マルサが札幌地方裁判所に特別清算を申請[14]。
- 2007年（平成19年）3月 - 「札幌マルサ」が「丸井今井札幌本店大通別館」として新装開店[8]。
- 2014年（平成26年）8月3日 - 「丸井今井札幌本店大通別館」が閉館[3][4]。
- 2015年（平成27年）9月12日 - アインファーマシーズが「Le trois ル・トロワ」を開業[2]。

## 主なテナント
- アインズ&トルペ ル・トロワ店 - 約1,500m2[7]。

出店テナント全店の一覧は「フロアガイド」を参照。

## アクセス
- 札幌市営地下鉄東豊線大通駅24番出口直結

## 周辺施設
- 丸井今井札幌本店（大通館・一条館）
- 札幌シャンテ（旧「札幌東宝日劇」跡地の商業施設）
- 大通公園
- さっぽろテレビ塔